# Лакуриле (Бузау)
Лакуриле (рум. Lacurile) насеље је у Румунији у округу Бузау у општини Бисока. Oпштина се налази на надморској висини од 698 m.

## Становништво
Према подацима из 2002. године у насељу је живело 470 становника, од којих су сви румунске националности.